# Windows NT Server 3.51
A Windows NT Server 3.51, a Microsoft Corporation által létrehozott Windows NT termékcsalád harmadik szerver operációs rendszere. A terméket a Microsoft vállalati kiszolgálónak szánta. A terméket 1995. május 30-án a Windows NT Workstation (asztali) változattal egy időben mutatta be a nagyközönségnek.
Az új szerver verziót a fejlesztők az új futtató környezetet a PowerPC architektúra és az új hardver eszközök támogatása miatt hozták létre. Ezzel a verzióval a Microsoft a egy olyan szerver operációs rendszert vezetett be, ami támogatja az Intel x86 (Pentium támogatással is), DEC Alpha AXP, MIPS Rx400, PowerPC (IBM RS/6000) architektúrákat.
Ezt a verziót is kiadta a Microsoft 3.5 colos lemezen, ami a teljes készlet esetében 42 db lemezt jelent! Ezt a mennyiséget azóta sem szárnyalta túl egyetlen Microsoft termék sem. Ha a lemezeket egymás mellé tennénk, akkor a sor csaknem 3,8 méter hosszú lenne.

## Leírás
A Windows NT Server 3.51 a következőkben változott az előd Windows NT Server 3.5 verzióhoz képest.
- Intel Pentium processzor támogatás
- Kibővített Account lockout. Az új verzióban már nem csak az állítható hogy a felhasználó hány hibás bejelentkezési kísérlet után kerüljön kizárásra, valamint a hibás bejelentkezés számláló nullázható, hanem azt is meg lehet adni a kizárás mennyi ideig tartson.
- Kibővített hardver támogatottság, az ATAPI (AT Attachment Packet Interfacemost) bevezetésével. Így már az IDE (ATA) felületen keresztül, a merevlemeztől eltérő eszközök is használhatóak.
- Jelentősen átdolgozták a kezelőfelület megjelenését. (Az ablakok menüje és ikonsora már a Windows 95 fejlesztésből került át)
- Bevezetésre került az online dokumentáció.
- Megváltozott boot manager. Eddig csak a Windows / DOS rendszer közül lehetett választani, ezután már több telepített (Microsoft) operációs rendszer közül.
- Megjelent az Internet Information Server (IIS).
- Bevezetésre került az NTFS köteten alkalmazható fájl és könyvtár tömörítési eljárás. (A klaszter mérete legfeljebb 4 KB)
- Bevezetésre került a kiterjesztett licencelési eljárás (Per Server concurrent licensing)
- Remote Access Service (RAS - távoli hozzáférés szolgáltatás) most már szoftveres tömörítő eljárással. Az eljárás csökkenti a szerver terhelését és nagyban csökkenti a modemes kapcsolattal rendelkező szerverek bejelentkezésének időtúllépés kockázatát.
- Hálózati adminisztráció már Windows 95 klienssel is.
- Megjelent a BackOffice Server 1.5 (1995) kiegészítő csomag NT Server 3.51 operációs rendszerhez és Mail Server 3.5 (levelező szerver), SNA Server 2.11 (Intranet/Internet szerver), SQL Server 6.0 (adatbázis szerver), System Management Server 1.1 (rendszer menedzsment szerver) tartalmazott.
- Bevezetésre került az NTFS köteten alkalmazható sector sparing. Ez a funkció csak a windows NT Server operációs rendszerben elérhető és lehetővé teszi a szektorok tartalékolását. Ez annyit jelent, hogy a rendszer íráskor felismeri a szektor meghibásodását, és a hibás szektort működés közben megjelöli, az ott levő adatokat pedig egy jó tartalék szektorba mozgatja. (Ugyanezt a funkciót, ugyanezzel az eljárással a Novell NetWare is tudja csak ott hot fixingnek nevezik.)

## Futtató környezet
A kiszolgáló (Server) támogatja az Intel x86 és RISC, Alpha, PowerPC architektúrát egyaránt. A rendszer felépítése mikro-kernel alapú, ami támogatja a maximum 4 processzort, és 4 GB virtuális memóriát. Futtathatóvá teszi a 16 bites és 32 bites alkalmazásokat.
| Minimális rendszer követelmény     | Minimális rendszer követelmény | Minimális rendszer követelmény | Minimális rendszer követelmény | Ajánlott rendszer követelmény |
|                                    | Intel x86                      | RISC                           | Alpha                          | Intel x86                     |
| ---------------------------------- | ------------------------------ | ------------------------------ | ------------------------------ | ----------------------------- |
| Processzor                         | Intel 486 DX 25 MHz            | R4000                          | Alpha AXP                      | Intel Intel Pentium           |
| Memória                            | 16 MB                          | 16 MB                          | 16 MB                          | 32 MB                         |
| Videókártya                        | VGA                            | VGA                            | VGA                            | SVGA                          |
| Szabad lemezterület a merevlemezen | 100 MB                         | 120 MB                         | 120 MB                         | 250 MB (NTFS esetén)          |
| CD-ROM                             | IDE, EIDE, SCSI                | SCSI                           | SCSI                           | IDE, EIDE, SCSI               |

PowerPC architektúra esetében, IBM RS/6000.

## Javítócsomagok
| Javítócsomag         | Kiadás dátuma    |
| -------------------- | ---------------- |
| Alap NT 3.51 kiadás  | 1995. május      |
| Service Pack 1 (SP1) | 1995. Július     |
| Service Pack 2 (SP2) | 1995. október    |
| Service Pack 3 (SP3) | 1995. december   |
| Service Pack 4 (SP4) | 1996. július     |
| Service Pack 5 (SP5) | 1996. szeptember |

## Lásd még
- Microsoft Corporation
- MS-DOS
- IBM
- Grafikus felhasználói felület
- Operációs rendszerek listája
- History of Microsoft Windows (A Microsoft Windows története; angol)